# Doleromyrma darwiniana
Doleromyrma darwiniana — вид мурах підродини Dolichoderinae

.

## Поширення
Вид поширений в Австралії та інтродукований у Новій Зеландії.

## Опис
Дрібні мурашки завдовжки 2-3 мм. Вусики 12-ти членникові. Мандибули з 4-5 великими та 4-5 дрібними зубчиками. Забарвлення тіла від світлого до темно-коричневого.